# 教宗圆柱

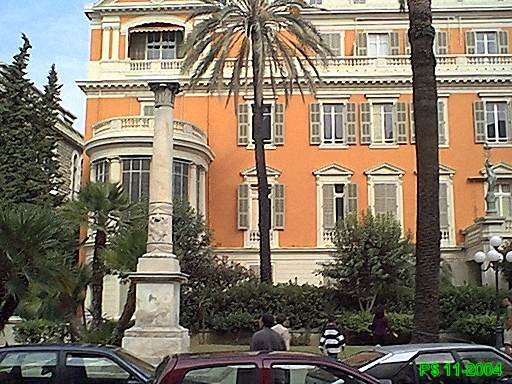

教宗圆柱（Colonne du pape）位于法国尼斯，立于1823年9月4日，以纪念庇护七世在1809年8月7日至9日和1814年2月9日至11日两次停留在尼斯。 
教宗圆柱位于大理石十字架广场，开辟于1821-1822年。
它有两个特点：
- 十字架上的没有采用教宗纹章，而是用了基亚拉蒙蒂家族的纹章。
- 十字架有两个平行的横杆，类似于洛林十字。

教宗圆柱于1906年12月26日列为法国历史古迹。